# Neolophonotus brendani
Neolophonotus brendani là một loài ruồi trong họ Asilidae. Neolophonotus brendani được Londt miêu tả năm 1988. Loài này phân bố ở vùng nhiệt đới châu Phi.